# Turnusarzt
Als Turnusarzt bezeichnet man in Österreich im weitesten Sinn den teilapprobierten  Arzt in Ausbildung zum praktischen Arzt über 3 Jahre oder zum Facharzt. Der Begriff wird jedoch fast ausschließlich auf die Ärzte in Ausbildung zum Allgemeinmediziner angewandt.
Seit Oktober 2004 können Mediziner in Deutschland mit abgeschlossenem Studium wieder sofort ihre Approbation beantragen und als Arzt in Weiterbildung arbeiten.

## Rechtsgrundlage
Ärztegesetz
§ 3 (1) Die selbständige Ausübung des ärztlichen Berufes ist ausschließlich den Ärzten für Allgemeinmedizin und approbierten Ärzten sowie den Fachärzten vorbehalten. (2) Die selbständige Ausübung des ärztlichen Berufes besteht in der eigenverantwortlichen Ausführung der im § 2 Abs. 2 und 3 umschriebenen Tätigkeiten, gleichgültig, ob solche Tätigkeiten freiberuflich oder im Rahmen eines Dienstverhältnisses ausgeübt werden. (3) Die in Ausbildung zum Arzt für Allgemeinmedizin oder zum Facharzt befindlichen Ärzte (Turnusärzte) sind lediglich zur unselbständigen Ausübung der im § 2 Abs. 2 und 3 umschriebenen Tätigkeiten in den gemäß §§ 9 bis 11 als Ausbildungsstätten anerkannten Einrichtungen, im Rahmen von Lehrpraxen oder in Lehrambulatorien unter Anleitung und Aufsicht der ausbildenden Ärzte berechtigt. Sofern krankenanstaltenrechtliche Organisationsvorschriften keine dauernde Anwesenheit eines Facharztes erfordern, können Turnusärzte, die bereits über die entsprechenden Kenntnisse und Fertigkeiten verfügen, vorübergehend auch ohne Aufsicht eines für die Ausbildung verantwortlichen Facharztes tätig werden.
§ 4 (4) Ausbildungserfordernisse für den Arzt für Allgemeinmedizin im Sinne des Abs. 3 Z 3 sind die mindestens dreijährige praktische, mit Erfolg zurückgelegte Ausbildung in der in diesem Bundesgesetz umschriebenen Art sowie  die mit Erfolg abgelegte Prüfung zum Arzt für Allgemeinmedizin.
§ 7 (1) Personen, die... beabsichtigen, sich einer selbständigen ärztlichen Betätigung als Arzt für Allgemeinmedizin zuzuwenden, haben sich einer praktischen Ausbildung in der im § 4 Abs. 4 vorgesehenen Dauer (Turnus) zum Arzt für Allgemeinmedizin) im Rahmen von Arbeitsverhältnissen sowie der Prüfung zum Arzt für Allgemeinmedizin zu unterziehen und den Erfolg dieser Ausbildung nachzuweisen. (2) Der Turnus hat jedenfalls eine Ausbildung auf den Gebieten Allgemeinmedizin, Chirurgie, Frauenheilkunde und Geburtshilfe, Hals-, Nasen- und Ohrenkrankheiten, Haut- und Geschlechtskrankheiten, Innere Medizin, Kinder- und Jugendheilkunde sowie Neurologie oder Psychiatrie zu umfassen.

## Der Turnus
Der Turnus ist die Ausbildung zum Arzt für Allgemeinmedizin und dauert in Österreich mindestens 36 Monate. Er besteht aus einer Rotation durch die Fächer Allgemeinmedizin (6 Monate, Ambulanzmonate), Chirurgie (4 Monate), Frauenheilkunde und Geburtshilfe (4 Monate), HNO (2 Monate), Dermatologie (2 Monate), Innere Medizin (12 Monate), Kinderheilkunde (4 Monate), und Neurologie/Psychiatrie (2 Monate). Er endet nach bestandener Prüfung zum Arzt für Allgemeinmedizin mit der Verleihung des Ius Practicandi, welches die Berechtigung zur selbständigen Berufsausübung darstellt.
Mit der Änderung der Ärzteausbildung 2015 wurde die Ausbildungsdauer verlängert und die zu durchlaufenden Fachgebiete verändert, die zuvor angeführten Bedingungen gelten nur für alte Ausbildung, die beendet, aber nicht mehr neu begonnen werden kann.

### Kritik am Turnussystem
Die Turnusausbildung gilt als mangelhaft. Die tagtäglichen Hauptaufgaben des Turnusarztes bestehen darin, Blut abzunehmen, Infusionen anzuhängen, Heparin zu spritzen und intravenöse Zugänge zu setzen – häufig wird er als Systemerhalter bezeichnet. Turnusärzte werden meistens für nicht-ärztliche Tätigkeiten herangezogen, das eigentliche Ziel des Turnus – die Ausbildung – kommt oft zu kurz.
Die jungen Ärzte müssen Patienten oftmals über Eingriffe aufklären, bei denen sie selbst noch nicht einmal anwesend sein können. Des Weiteren werden sie im Nachtdienst dazu angehalten, Entscheidungen zu treffen, über die tagsüber Oberärzte entscheiden, ausgebildet werden sie in der Regel dafür aber nicht. Arbeiten (Administratives, Organisatorisches), die weder Assistenz- noch Oberärzte erledigen wollen, bleiben dem Turnusarzt über. Im Operationssaal beschränkt sich seine Funktion häufig auf das Haken halten, oftmals ohne jegliche Sicht ins Operationsgebiet. Auszubildende müssen mit Hilfe von handgeschriebenen, schwer leserlichen Krankengeschichten Arztbriefe über Patienten, die sie oft nicht einmal kennen, verfassen. Die Bedingungen waren 2013 in manchen Krankenhäusern so schlecht, dass in Bludenz mehr als die Hälfte der Turnusärzte kollektiv die Kündigung eingereicht hatten.

### Reformpläne
Vielfach wurden Reformpläne diskutiert, etwa die Abschaffung des Turnus, die Einführung einer eigenen, längeren Facharztausbildung für Allgemeinmediziner (ähnlich wie in Deutschland) und die Verleihung der Approbation direkt nach dem Studium oder nach einem Jahr "common trunk". Eine größere Reform wurde bis 2014 jedoch nicht umgesetzt. Mitte 2014 wurde ein weiterer Reformvorschlag ventiliert und sogar als Gesetzesentwurf im Parlament eingebracht. Nach der Einschätzung politischer Beobachter dürfte diese Reform jedoch eher dazu dienen, die aktuelle Situation zu prolongieren, da Turnusärzte weiterhin als Systemerhalter und ohne Approbation eingesetzt werden, und die Ausbildungszeit sich erheblich verlängern wird. Der Abwanderung von Jungmedizinern werde damit nicht entgegengetreten werden können.

### Turnusärztemangel
Durch die Abwanderung von Jungmedizinern ins umliegende Ausland kam es in den Jahren bis 2013 zu einem starken Mangel an Turnusärzten, speziell in ländlichen Gebieten. Dies hat zur Folge, dass viele Spitäler zwangsweise das Tätigkeitsprofil der Turnusärzte ändern und insbesondere nichtärztliche und administrative Tätigkeiten an andere Berufsgruppen wie das Pflegepersonal auslagern. An manchen Spitälern wie dem LKH Steyr wurden somit bereits die sogenannten i.v. Tätigkeiten (Blutabnahme, intravenöse Gabe von Infusionen & Medikamenten) auf das Pflegepersonal übertragen.
Andere Maßnahmen, welche von manchen Krankenanstaltsträgern gesetzt wurden, waren 2013 attraktivere Gehaltsschemata, vermehrte Werbung oder Hilfe bei Wohnungssuche.
Des Weiteren wurde 2013 eine neue Medizinuniversität in Linz geschaffen. Wie weit dies den Ärztemangel beheben kann, blieb jedoch auch in Fachkreisen umstritten.

## Europäischer und USA-Vergleich
In Kontinentaleuropa dauert die postgraduelle Ausbildung in Österreich zum Arzt mit Berechtigung zur selbständigen Berufsberechtigung am längsten. Nur in Großbritannien ist sie noch länger. Dort spricht man seit 2005 vom „Foundation House Officer“, FHO, Dauer 2 Jahre (in Krankenhäusern ist „Foundation Doctor“ üblich), worauf die Ausbildung zum „Specialty Registrar“ folgt, die 3 Jahre für den Allgemeinmediziner (General Practitioner, GP) bzw. 6 Jahre für den Facharzt dauert (Specialist/Consultant). (Anmerkung: "Consultant" ist eine Hierarchiestufe, vergleichbar etwa mit dem Leitenden Oberarzt.) Vor der Reform 2005 waren die Bezeichnungen „Pre-Registration House Officer“ (PRHO, 1 Jahr), „Senior House Officer“ (2 Jahre) und „Registrar“ (1 für den GP, bzw. 4–6 Jahre für den Specialist) üblich.
Der „Turnus“ ist in etwa dem i.a. nur einjährigen „Internship“ in den USA vergleichbar, auf das die „Residency“ folgt.
Auch in Skandinavien existiert der Begriff des Turnusarztes (norw. „turnuslege“). Dabei betragen in Norwegen die Ausbildungszeiten nach Abschluss des Studiums ein Jahr in einem Krankenhaus und ½ Jahr in der Allgemeinarztpraxis, bevor die Vollapprobation (norw. „autorisasjon“) erteilt wird.
In Schweden heißt der entsprechende Teil der ärztlichen Ausbildung Allmäntjänstgöring, die ausübenden Ärzte werden als AT-läkare bezeichnet.
13 andere EU-Länder kennen einen Turnus wiederum nicht und erteilen direkt nach dem Studium die Approbation (= jus practicandi).
In der Schweiz kann man nach 3 Jahren den FMH-Titel "Praktischer Arzt" beantragen. Voraussetzung sind 3 Jahre klinische Tätigkeit (beliebige klinische Fachrichtung), wobei ein halbes Jahr ambulant absolviert werden muss. Dies berechtigt zur selbständigen Berufsausübung, Kassenverträge kann man jedoch nicht abschließen. Dafür wären 6 Jahre Facharztausbildung notwendig, wobei das Fach "Allgemeinmedizin" abgeschafft wurde und mit dem Fach "Innere Medizin" zusammengelegt wurde. Alle Hausärzte sind somit nach der neuen Ausbildungsordnung Internisten. Der "Praktische Arzt" wurde aus rechtlichen Gründen eingeführt (EU-Konformität). Der "Praktische Arzt (FMH)" kann in Österreich jedoch als "Arzt für Allgemeinmedizin (ÖAK)" angerechnet werden und berechtigt somit zur Führung einer allgemeinärztlichen Kassenpraxis.